# 25 let: Komorne zasedbe
25 let: Komorne zasedbe je album Orkestra Slovenske vojske, ki je izšel decembra 2021 ob 25-letnici orkestra na glasbeni CD plošči v nakladi 1000 izvodov.
Albumu je priložena knjižica s predstavitvijo orkestra in komornih zasedb.

## Seznam posnetkov
| CD              | CD                                                                                    | CD                     | CD              | CD      |
| Št.             | Naslov                                                                                | Glasba                 | Priredba        | Dolžina |
| --------------- | ------------------------------------------------------------------------------------- | ---------------------- | --------------- | ------- |
| 1.              | „Latino venček‟ (ljudske)                                                             |                        | J. Privšek      | 2:46    |
| 2.              | „Nasvidenje‟                                                                          | S. Avsenik, V. Ovsenik | I. Podpečan     | 2:52    |
| 3.              | „Crazy Little Thing Called Love‟                                                      | F. Mercury             | A. Stopinšek    | 2:26    |
| 4.              | „Zemlja pleše‟                                                                        | M. Sepe                | M. Kmet         | 2:17    |
| 5.              | „Dan neskončnih sanj‟                                                                 | V. Kreslin             | M. Kmet         | 2:46    |
| 6.              | „Po jezeru‟                                                                           | M. Vilhar              | M. Kmet         | 1:42    |
| 7.              | „DIVERTIMENTO št. 14: 1. Allegro molto‟                                               | W. A. Mozart           |                 | 4:05    |
| 8.              | „DIVERTIMENTO št. 14: 2. Andantino‟                                                   |                        |                 | 2:29    |
| 9.              | „DIVERTIMENTO št. 14: 3. Menuet‟                                                      |                        |                 | 2:26    |
| 10.             | „DIVERTIMENTO št. 14: 4. Presto‟                                                      |                        |                 | 1:46    |
| 11.             | „FYRA AKVARELLER / ŠTIRJE AKVARELI: 1. Idyll / Idila‟                                 | T. Aulin               | J. Jerkert      | 4:04    |
| 12.             | „Čmrljev let‟                                                                         | N. Rimski–Korsakov     | J. Benko        | 1:19    |
| 13.             | „Donna Lee‟                                                                           | C. Parker              | M. Kmet         | 2:38    |
| 14.             | „Sonce zašlo je že‟                                                                   | S. Avsenik, V. Ovsenik | V. Ovsenik      | 3:50    |
| 15.             | „Nekoč se bova srečala‟                                                               | J. Privšek             | M. Kmet         | 2:25    |
| 16.             | „FALCONER / SOKOLAR: 1. On Seeing Castle Stalker / Ob ogledu gradu Stalker‟           | C. McMichael           |                 | 2:29    |
| 17.             | „FALCONER / SOKOLAR: 2. Snow on Ben Nevis / Sneg na Ben Nevisu‟                       |                        |                 | 2:09    |
| 18.             | „FALCONER / SOKOLAR: 3. Aire of the Falconer / Plemič s sokoljega gradu‟              |                        |                 | 1:56    |
| 19.             | „FALCONER / SOKOLAR: 4. Stalcaire Reel / Grajski ples‟                                |                        |                 | 1:41    |
| 20.             | „Parkovi / Parki‟                                                                     | A. Kabiljo             |                 | 3:24    |
| 21.             | „WEST SIDE STORY / ZGODBA Z ZAHODNE STRANI: Prologue / Uvod‟                          | L. Bernstein           | J. Gale         | 2:29    |
| 22.             | „WEST SIDE STORY / ZGODBA Z ZAHODNE STRANI: Something's Comin' / Nekaj prihaja‟       |                        |                 | 2:33    |
| 23.             | „WEST SIDE STORY / ZGODBA Z ZAHODNE STRANI: Maria‟                                    |                        |                 | 2:42    |
| 24.             | „WEST SIDE STORY / ZGODBA Z ZAHODNE STRANI: Tonight / Nocoj‟                          |                        |                 | 2:03    |
| 25.             | „WEST SIDE STORY / ZGODBA Z ZAHODNE STRANI: America / Amerika‟                        |                        |                 | 2:03    |
| 26.             | „WEST SIDE STORY / ZGODBA Z ZAHODNE STRANI: One Hand, One Heart / Ena dlan, eno srce‟ |                        |                 | 1:27    |
| 27.             | „WEST SIDE STORY / ZGODBA Z ZAHODNE STRANI: I Feel Pretty / Počutim se lepo‟          |                        |                 | 1:27    |
| 28.             | „WEST SIDE STORY / ZGODBA Z ZAHODNE STRANI: Somewhere / Nekje‟                        |                        |                 | 2:15    |
| Skupna dolžina: | Skupna dolžina:                                                                       | Skupna dolžina:        | Skupna dolžina: | 68:29   |

## Sodelujoči

### Kvartet klarinetov
igra na posnetkih 1 do 3
- Tomi Berlak – klarinet 1
- Aleksander Vinšek – klarinet 2
- Marko Cimerman– klarinet 3
- Aleš Stopinšek – bas klarinet
- Gorazd Majdič – cajon

### Kvartet saksofonov
igra na posnetkih 4 do 6
- Tadej Drobne – sopranski saksofon
- Tomaž Zlobko – altovski saksofon
- Jaka Janežič– tenorski saksofon
- Aljoša Deferri – baritonski saksofon
- Miha Recelj – baterija

### Pihalni kvintet
igra na posnetkih 7 do 11
- Anja Ovnik Brglez – flavta
- Miha Kosec – klarinet
- Katja Rihter– oboa
- Edvard Bizjak – rog
- Katarina Kroflič – fagot

### Kvartet klarinetov
igra na posnetkih 12 do 15
- Janez Benko – klarinet 1
- Matic Nejc Kreča – klarinet 2
- Boštjan Vendramin– klarinet 3
- Urban Knez – bas klarinet
- Vasja Burkat – bas kitara (na posnetkih 13 do 15)
- Miha Recelj – baterija (na posnetku 13)
- Gorazd Majdič – cajon (na posnetkih 14 in 15)

### Kvartet flavt
igra na posnetkih 16 do 20
- Klavdija Feguš – flavta 1, piccolo
- Anja Ovnik Brglez – flavta 2, bas flavta (na posnetku 20)
- Ana Šalamon – alt flavta
- Vanja Ivanković – flavta 4, flavta 2 (na posnetku 20)

### Trobilni kvintet
igra na posnetkih 21 do 28
- Gregor Gubenšek – trobenta 1
- Urban Fele – trobenta 2
- Nikica Banjac– rog
- Primož Kravcar – pozavna
- Tomaž Makan – tuba

### Produkcija
- Rudolf Strnad – producent, tonski mojster, dodatno snemanje, oblikovanje zvoka in montaža, masteriranje
- Jernej Ivan – tonski mojster (pri posnetkih 11 do 18)
- Janez Benko – tonski mojster (pri posnetkih 19 do 22)
- Dominik Černelič (Domdesign) – oblikovanje
- Tadej Krese – fotografija